# Verwaltungsgemeinschaft Ershausen/Geismar
De Verwaltungsgemeinschaft Eichsfeld-Wipperaue in het Thüringische landkreis Eichsfeld is een gemeentelijk samenwerkingsverband waarbij elf gemeenten zijn aangesloten. Het bestuurscentrum bevindt zich in Schimberg.

## Geschiedenis
Tot 1 januari 2019 maakte ook Bernterode van het samenwerkingsverband. Op deze dag werd Bernterode opgenomen in de gemeente Heilbad Heiligenstadt.

## Deelnemende gemeenten
De volgende gemeenten maken deel uit van de Verwaltungsgemeinschaft:
- Dieterode
- Geismar
- Kella
- Krombach
- Pfaffschwende
- Schimberg
- Schwobfeld
- Sickerode
- Volkerode
- Wiesenfeld